# Paralaophontodes elegans
Paralaophontodes elegans is een eenoogkreeftjessoort uit de familie van de Ancorabolidae. De wetenschappelijke naam van de soort is voor het eerst geldig gepubliceerd in 1986 door Baldari & Cottarelli.